# Dmitri Zakharine
Dmitri Zakharine (* 14. Juni 1967 in Moskau) ist ein deutscher Sozial- und Medienwissenschaftler und Slawist.

## Leben
Zakharine besuchte das Gymnasium N3 in Moskau. Er promovierte 1995 an der Lomonossow-Universität Moskau und habilitierte 2005 an der Universität Konstanz. Er besitzt die Lehrberechtigung für Kultursoziologie und Neuere Geschichte.
1999 bis 2000 und 2006 bis 2007 war er Gastdozent an der Karlsuniversität Prag. Seit 2000 ist Zakharine als Privatdozent an der Universität Konstanz tätig. Seine Hauptarbeitsgebiete sind Kultur- und Sozialanthropologie, Nonverbale Kommunikation, Geschichte der direkten Kommunikation, Geschichte der Klanglandschaft und Früher Tonfilm.

## Werke
- Europäische Wissenschaftsmethoden in der Tradition der alten russischen Grammatiken des XV - XVIII Jh. Specimina philologiae Slavicae. Supplementband 40. München 1995 (= Evropejskie naučnye metody v tradicii starinnych russkich grammatik, München Verlag Sagner, 1995, ISBN 3-87690-589-3). (Dissertation)
- Von Angesicht zu Angesicht. Der Wandel direkter Kommunikation in der west- und osteuropäischen Neuzeit. UVK Verlag, Konstanz 2005. (Habilitationsschrift)